# Гомера

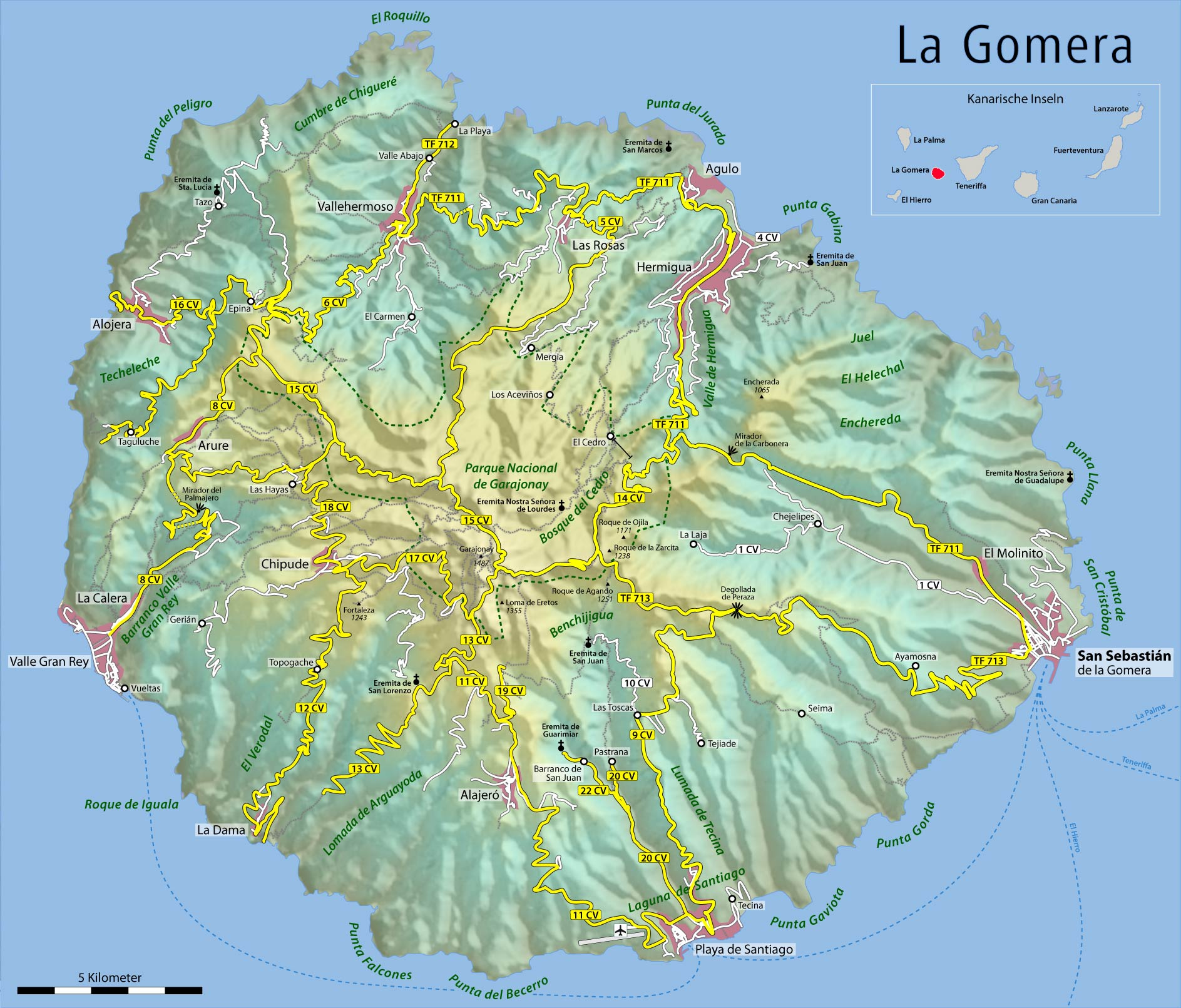
Карта острова Гомера

Гомера (ісп. La Gomera) — острів в Атлантичному океані, що належить до архіпелагу Канарських островів. Площа — 369,76 км², населення (2005) — 21,7 тисяч осіб. В адміністративному відношенні належить до провінції Тенерифе і має місцеве самоврядування (рада острову, cabildo). Головне місто — Сан-Себастьян-де-ла-Гомера (8 тисяч жителів).

## Природа
Острів є єдиним в архіпелазі, на якому відсутні сліди вулканічної активності. На Гомері розташований гірський масив Гарахонай (вища точка — 1488 м), оголошений національним парком, у якому зберігається унікальна рослинність лаврових лісів (Монтеверде). Через постійний впливу пасатів південний бік острова більш посушливий, а північний — більш дощовий, що сприяє розвитку сільського господарства.

## Кліматичні дані
| Місяць                 | Січ | Лют | Бер | Кві | Тра | Чер | Лип | Сер | Вер | Жов | Лис | Гру |
| ---------------------- | --- | --- | --- | --- | --- | --- | --- | --- | --- | --- | --- | --- |
| Денна температура      | 21  | 21  | 22  | 23  | 24  | 25  | 27  | 29  | 28  | 26  | 24  | 22  |
| Нічна температура      | 15  | 15  | 15  | 16  | 17  | 18  | 20  | 21  | 20  | 19  | 18  | 16  |
| Години сонця на день   | 6   | 6   | 7   | 8   | 9   | 9   | 9   | 9   | 8   | 7   | 6   | 5   |
| Дощових днів на місяць | 6   | 4   | 3   | 2   | 2   | 1   | 0   | 0   | 2   | 5   | 6   | 7   |
| Температура води       | 19  | 18  | 18  | 18  | 19  | 20  | 21  | 22  | 23  | 23  | 21  | 20  |

## Історія
Як і на інших островах архіпелагу, до появи у XV столітті іспанців жителями Гомери були гуанчі. Потім вони поступово визнають над собою владу іспанських сеньйорів. 1492 року Колумб зробив на Гомері останню зупинку перед відплиттям до берегів Нового Світу.

## Економіка
Сільське господарство — вирощування бананів, а також пальмового меду і спиртних напоїв з нього. Велике число місцевих жителів працює на прилеглому острові Тенерифе. Все більшого значення набуває туризм, хоча 75 % відвідувачів острова приїжджають в одноденні тури.

## Транспорт
У XX столітті на острові побудована мережа автодоріг та аеропорт (приймає літаки місцевої компанії «Бінтер Канаріас»), хоча основним засобом транспортування пасажирів та товарів на острів є пороми, які здійснюють регулярні рейси між Канарськими островами.

## Пам'ятки
Поряд з національним парком Гарахонай та іншими гірськими районами виділяється головне місто острова Сан-Себастьян-де-ла-Гомера з кількома збереглися пам'ятниками старовини. До визначних пам'яток острова можна також віднести «гомерський свист» (silbo gomero, сільбо Гомеро) — мову, за допомогою якого пастухи спілкувались через яри і ущелини, що перетинають острів. Людина, що користується «сільбо», висвистує слова іспанської мови (хоча «свист» можна адаптувати і до будь-якої іншої мови, а спочатку мова була заснована на мові гуанчів). Тепер це національне надбання Канар викладається у школах острова.

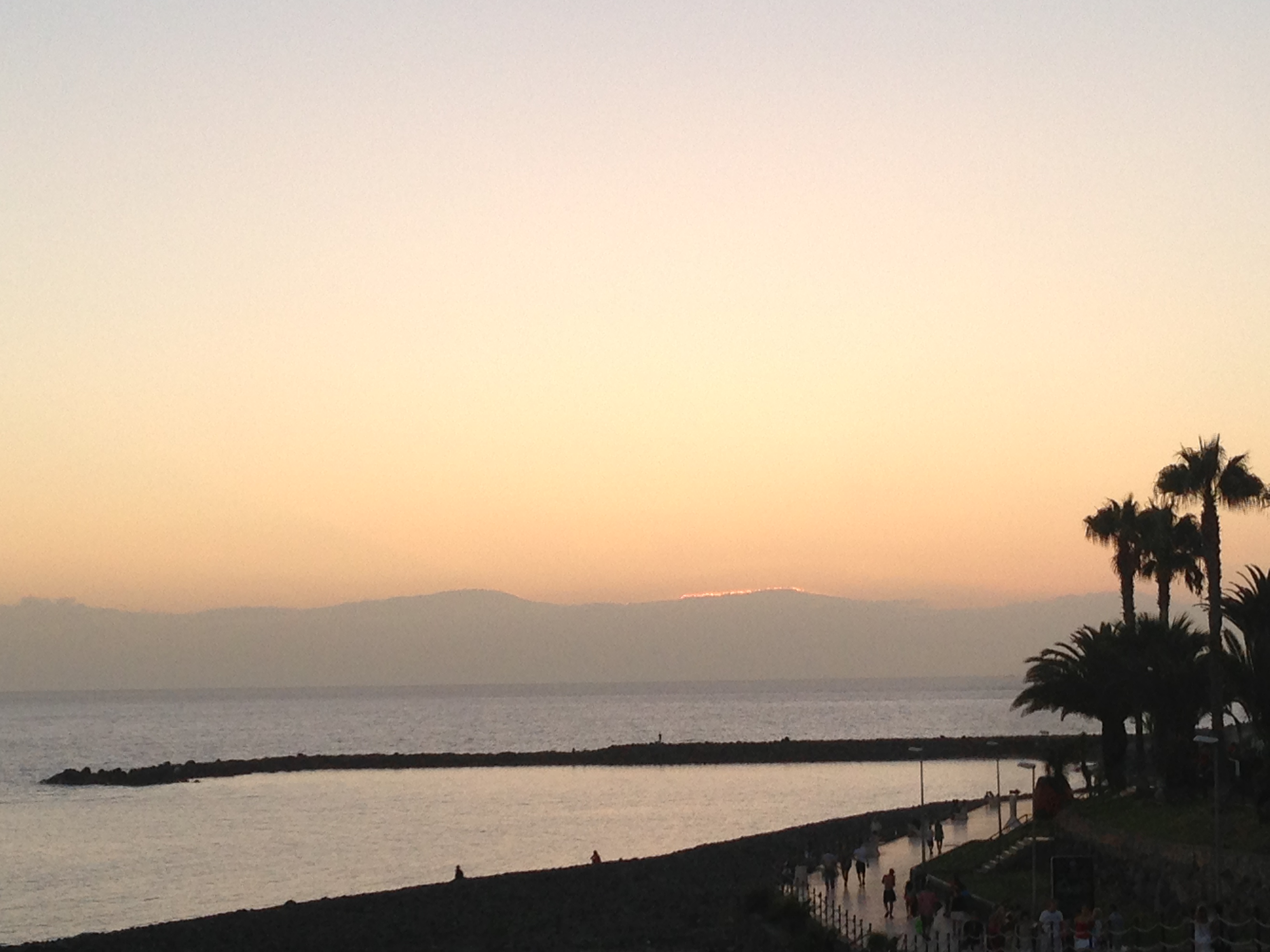
Вечірній вид на острів з південно-західного узбережжя Тенерифе
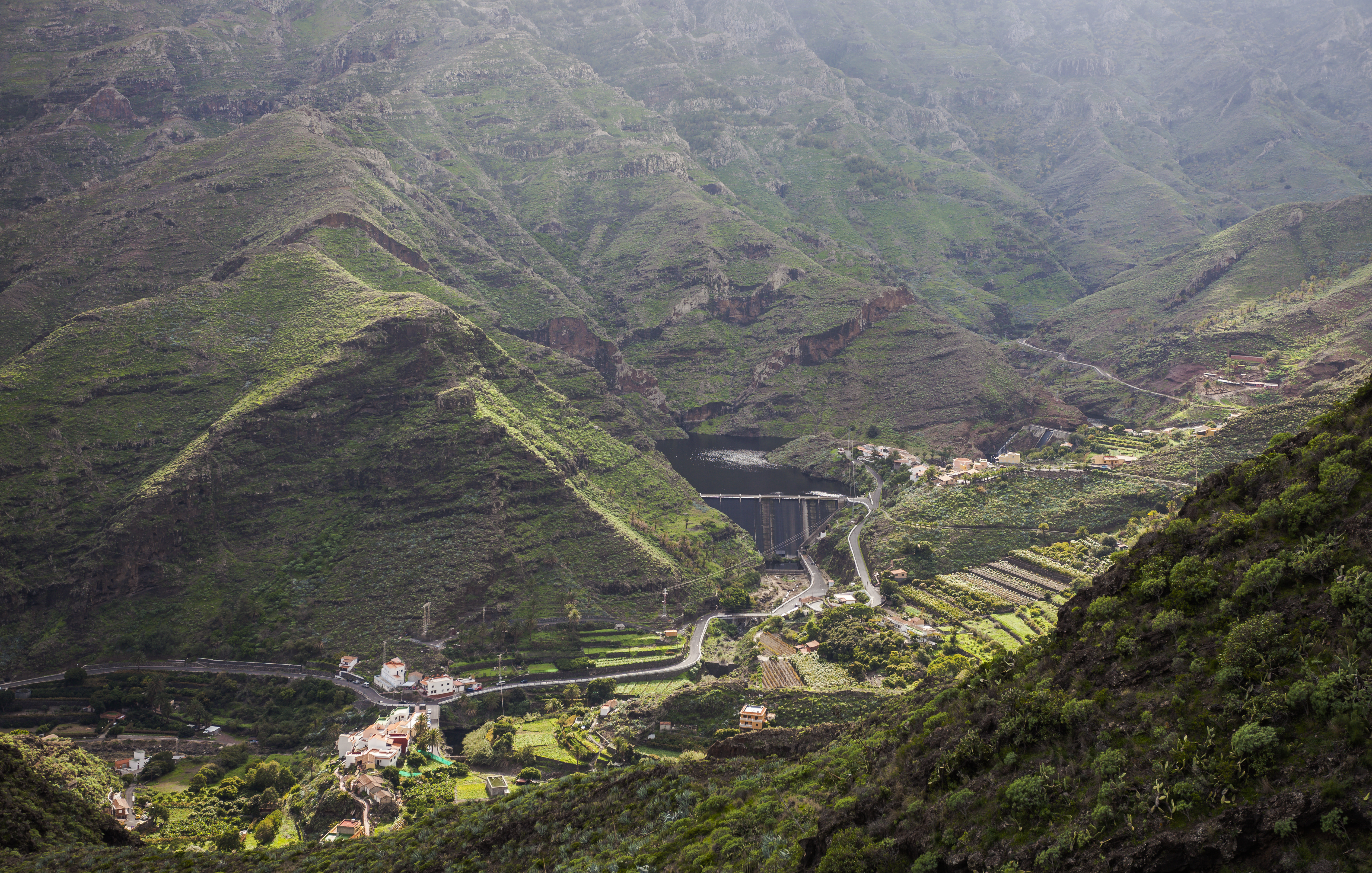
Гомера. Вид на долину
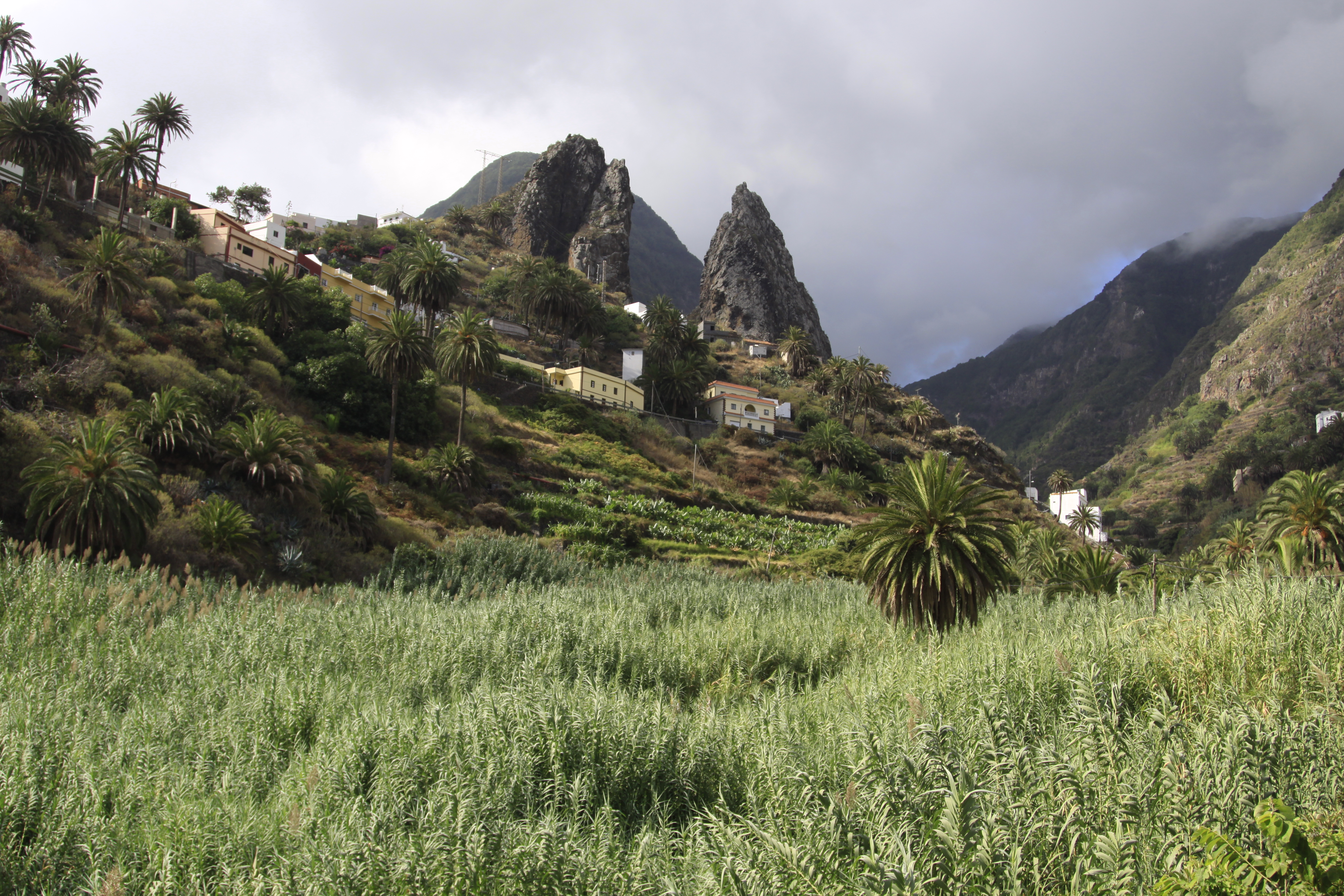
Зарості цукрової тростини на Гомері
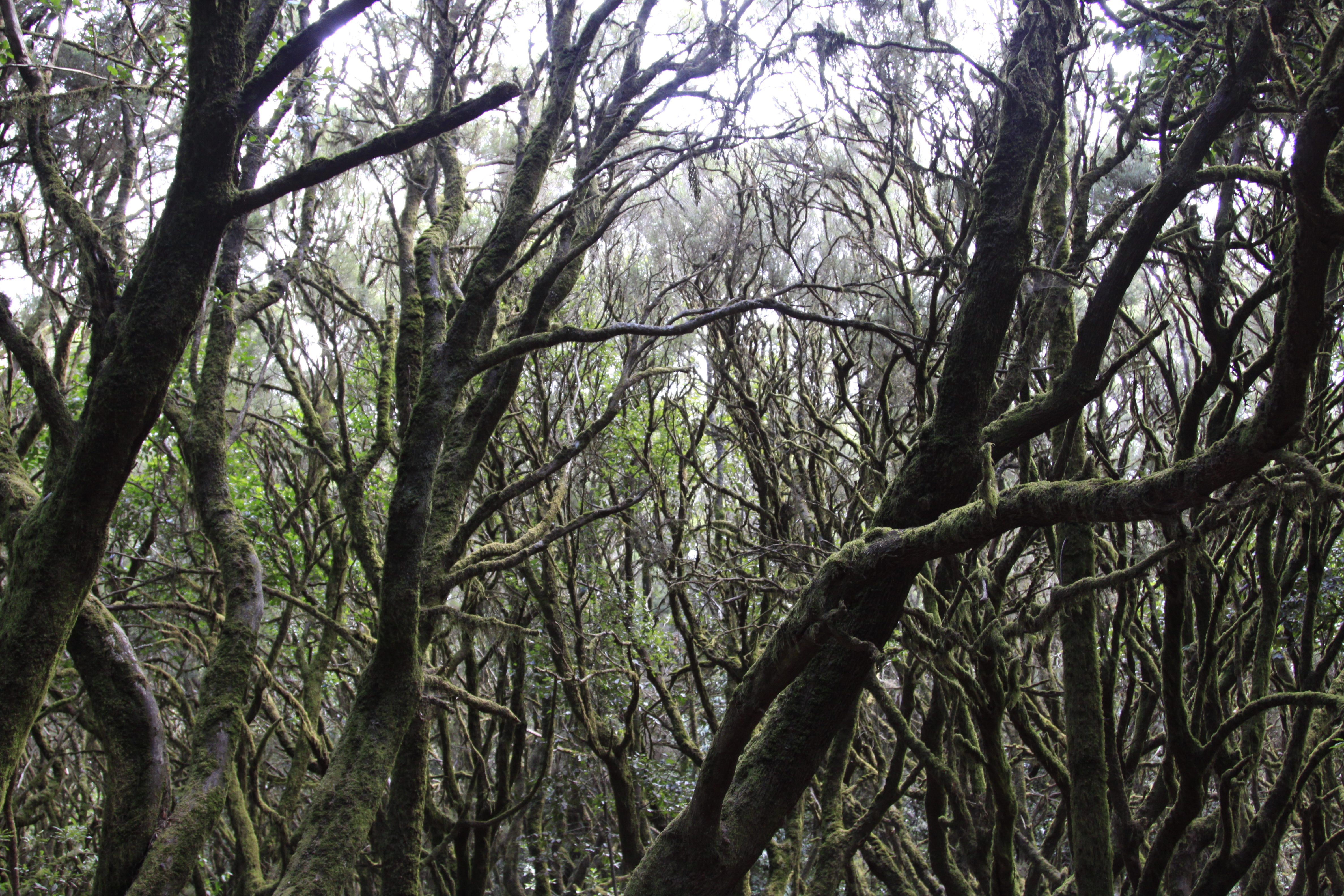
Національний парк. Лаврово-вересовий ліс